# Ireneusz (Skopelitis)
Ireneusz, imię świeckie Emmanuel Skopelitis (ur. 17 kwietnia 1939 na wyspie Samos, zm. 10 stycznia 2023 w Atenach) – prawosławny patriarcha Jerozolimy w latach 2001–2005.

## Życiorys
W 1953 przybył do Jerozolimy. Ukończył seminarium duchowne w Sion. W 1959 złożył wieczyste śluby mnisze przyjmując imię Ireneusz. W tym samym roku otrzymał święcenia diakońskie. W 1963 ukończył Jerozolimską Szkołę Patriarszą; dwa lata później otrzymał święcenia kapłańskie, zaś w 1966 otrzymał godność archimandryty. W 1970 uzyskał wyższe wykształcenie teologiczne na uniwersytecie w Atenach. Po powrocie do Jerozolimy był przewodniczącym Sądu Cerkiewnego i Egzarchą Świętego Grobu w Grecji. Od 1981 był również redaktorem naczelnym pisma Patriarchatu Nea Sion.
29 marca 1981 został wyświęcony na biskupa Hierapolis, w 1994 podniesiony do godności metropolity. 13 sierpnia 2001 wybrany na patriarchę Świętego Miasta Jerozolimy i całej Palestyny, jego intronizacja miała miejsce 15 września tego samego roku.
6 maja 2005 Święty Synod Biskupów ogłosił odebranie mu urzędu, co potwierdził Sobór zwierzchników wszystkich autokefalicznych Kościołów prawosławnych 24 maja tego samego roku. Powodem podjęcia tej decyzji stało się oskarżenie Ireneusza o sprzedaż ziemi tradycyjnie zamieszkiwanej przez prawosławnych Arabów inwestorom narodowości żydowskiej, co uznano za działalność antykościelną. Duchownemu odebrano godność biskupią, przenosząc go do stanu świeckiego (przy uznaniu jego ślubów mniszych za ważne).